# Nihoa verireti
Nihoa verireti – gatunek pająków z infrarzędu ptaszników i rodziny Barychelidae. Występuje endemicznie  w Papui-Nowej Gwinei.

## Taksonomia
Gatunek ten opisany został po raz pierwszy w 1994 roku przez Roberta Ravena na podstawie pojedynczej samicy odłowionej w 1953 roku. Jako lokalizację typową wskazano Park Narodowy Varirata w Papui-Nowej Gwinei.

## Morfologia
Holotypowa samica ma ciało długości 20 mm oraz karapaks długości 7,2 mm i szerokości 6,1 mm. Karapaks jest w zarysie prawie jajowaty, ubarwiony czerwonowobrązowo z przyciemnieniami między rowkami, porośnięty brązowymi włoskami i czarnymi szczecinkami. Jamki karapaksu są krótkie i wyraźnie zakrzywione. Szczękoczułki są czerwonobrązowe, pozbawione rastellum. Bruzda szczękoczułka ma 1 mały i 10 dużych zębów na krawędzi przedniej oraz 15–20 drobnych ząbków w części środkowo-nasadowej. Szczęki zaopatrzone są w 12–14 kuspuli. Na wardze dolnej brak kuspuli. Odnóża są pomarańczowobrązowe, brązowo obrączkowane, pozbawione grzebieni. Uda par pierwszej, drugiej i ostatniej mają po 4–8 cierni bazyfemoralnych. Skopule występują na nadstopiach trzech pierwszych par, przy czym na dwóch pierwszych są gęste, a na trzeciej przerzedzone. Kądziołki przędne pary tylno-środkowej są dobrze wykształcone. Opistosoma (odwłok) jest z wierzchu ciemnobrązowa z jaśniejszym nakrapianiem, pod spodem zaś jednolicie brązowa. Genitalia samicy mają cztery spermateki, z których wewnętrzne mają kształt kciuka, a zewnętrzne smukłego płata o rozszerzonym wierzchołku.

## Występowanie
Pająk ten występuje endemicznie w Papui-Nowej Gwinei. Znany jest wyłącznie z miejsca typowego w prowincji Prowincji Centralnej.